# Flughafen Berlin Brandenburg GmbH

Logo 2010

Logo 2003

Die Flughafen Berlin Brandenburg GmbH (FBB) ist eine Flughafengesellschaft in der Metropolregion Berlin/Brandenburg und betreibt den Flughafen Berlin Brandenburg (BER). Im Jahr 2019 fertigte die Gesellschaft 35,7 Millionen Flugpassagiere ab und nahm damit den dritten Platz in Deutschland und den 12. Platz in Europa ein.

## Organisation

### Eigentümer
Gesellschafter der FBB sind die Länder Berlin und Brandenburg zu je 37 Prozent sowie die Bundesrepublik Deutschland zu 26 Prozent. Der FBB ist somit ein vertikal gemischtöffentliches Unternehmen.

### Unternehmensgegenstand und Tochtergesellschaften
Die FBB ist die Betreibergesellschaft des Flughafens Berlin Brandenburg (BER). Sie war zuvor auch Bauherrin für den Flughafen Berlin Brandenburg und Betreiberin des Flughafens Berlin-Schönefeld.
Die Berliner Flughafen-Gesellschaft mbH (BFG) ist eine hundertprozentige Tochtergesellschaft, die bis 2008 den Flughafen Tempelhof und bis 2020 den Flughafen Tegel betrieb. Eine weitere hundertprozentige Tochtergesellschaft ist die Flughafen Energie & Wasser GmbH (FEW), eine Pro-forma-Gesellschaft ohne eigenes Personal. Eine zehnprozentige Beteiligung besteht bei der Berlin Tourismus & Kongress GmbH. Weitere Tochtergesellschaften sind die FBB Airport Assekuranz Vermittlungsgesellschaft mbH und die neun Objekt-KGs der Dalandi Grundstücks- verwaltungsgesellschaft mbH & Co.

### Geschäftsführung
Die Geschäftsführung besteht nach der Vertragsauflösung mit Karsten Mühlenfeld (März 2017) und weiteren Wechseln aus:
- Aletta von Massenbach,[5] Vorsitzende der Geschäftsführung (seit 1. Oktober 2021)
- Michael Halberstadt, Geschäftsführer Personal,[6] Nachfolger von Manfred Bobke-von Camen (2017–2020)
- Thomas Hoff Andersson, Geschäftsführer Operations[7]

Vorgänger von Mühlenfeld waren Hartmut Mehdorn von 2013 bis 2015 sowie Rainer Schwarz 2006–2013. Als Sprecher der Geschäftsführung wurde Schwarz nach mehreren Verschiebungen des Eröffnungstermins für den neuen Hauptstadtflughafen aufgrund baulicher Mängel im Januar 2013 abberufen. Am 23. Oktober 2013 wurde entschieden, Horst Amann zum 31. Oktober 2013 von den Aufgaben eines Technik-Geschäftsführers der FBB zu entbinden und diese Stelle in der Führungsstruktur entfallen zu lassen. Amanns – seit Dezember 2012 bestehende – Geschäftsführertätigkeit bei der FEW blieb erhalten. Im September 2019 wurde bekannt, dass Heike Fölster zur DB-Tochter Station&Service wechseln will. Fölster verließ das Unternehmen zum 31. Dezember 2019. Ihre Nachfolgerin wurde 2020 Aletta von Massenbach, die von der Fraport AG nach Berlin wechselte. Im März 2021 wurde bekannt, dass der Vorsitzende der Geschäftsführung Lütke Daldrup das Unternehmen zum Ende September 2021 verlassen will. Im Mai 2021 hat der Aufsichtsrat Aletta von Massenbach mit Wirkung zum 1. Oktober zur Vorsitzenden der Geschäftsführung berufen.

### Führungsstruktur
Die oberste Führungsebene der FBB war folgendermaßen strukturiert: Ein aktuelleres Unternehmensorganigramm findet sich auf Seite 74 des Geschäftsberichtes 2018.
|                                                |                                                |                                                |                                                |                                                |                                                |  |  |                          |                          |                          |                          | Vorsitzender der Geschäftsführung |                          |  |  |                            |                            |                            |                            |                            |                            |  |  |                                        |                                        |                                        |                                        |                                        |                                        |  |  |                               |                               |                               |                               |                               |                               |  |  |  |  |  |  |  |  |  |  |  |  |  |  |  |  |  |  |  |  |  |  |  |  |  |  |  |  |  |  |
|                                                |                                                |                                                |                                                |                                                |                                                |  |  |                          |                          |                          |                          |                                   |                          |  |  |                            |                            |                            |                            |                            |                            |  |  |                                        |                                        |                                        |                                        |                                        |                                        |  |  |                               |                               |                               |                               |                               |                               |  |  |  |  |  |  |  |  |  |  |  |  |  |  |  |  |  |  |  |  |  |  |  |  |  |  |  |  |  |  |
|                                                |                                                |                                                |                                                |                                                |                                                |  |  |                          |                          |                          |                          |                                   |                          |  |  |                            |                            |                            |                            |                            |                            |  |  |                                        |                                        |                                        |                                        |                                        |                                        |  |  |                               |                               |                               |                               |                               |                               |  |  |  |  |  |  |  |  |  |  |  |  |  |  |  |  |  |  |  |  |  |  |  |  |  |  |  |  |  |  |
| Recht                                          | Recht                                          | Recht                                          | Recht                                          | Recht                                          | Recht                                          |  |  | Interne Revision         | Interne Revision         | Interne Revision         | Interne Revision         | Interne Revision                  | Interne Revision         |  |  | Pressestelle               | Pressestelle               | Pressestelle               | Pressestelle               | Pressestelle               | Pressestelle               |  |  | Zentrale Planung und Strategie         | Zentrale Planung und Strategie         | Zentrale Planung und Strategie         | Zentrale Planung und Strategie         | Zentrale Planung und Strategie         | Zentrale Planung und Strategie         |  |  | Beschleunigungsprojekt SPRINT | Beschleunigungsprojekt SPRINT | Beschleunigungsprojekt SPRINT | Beschleunigungsprojekt SPRINT | Beschleunigungsprojekt SPRINT | Beschleunigungsprojekt SPRINT |  |  |  |  |  |  |  |  |  |  |  |  |  |  |  |  |  |  |  |  |  |  |  |  |  |  |  |  |  |  |
| Recht                                          | Recht                                          | Recht                                          | Recht                                          | Recht                                          | Recht                                          |  |  | Interne Revision         | Interne Revision         | Interne Revision         | Interne Revision         | Interne Revision                  | Interne Revision         |  |  | Pressestelle               | Pressestelle               | Pressestelle               | Pressestelle               | Pressestelle               | Pressestelle               |  |  | Zentrale Planung und Strategie         | Zentrale Planung und Strategie         | Zentrale Planung und Strategie         | Zentrale Planung und Strategie         | Zentrale Planung und Strategie         | Zentrale Planung und Strategie         |  |  | Beschleunigungsprojekt SPRINT | Beschleunigungsprojekt SPRINT | Beschleunigungsprojekt SPRINT | Beschleunigungsprojekt SPRINT | Beschleunigungsprojekt SPRINT | Beschleunigungsprojekt SPRINT |  |  |  |  |  |  |  |  |  |  |  |  |  |  |  |  |  |  |  |  |  |  |  |  |  |  |  |  |  |  |
|                                                |                                                |                                                |                                                |                                                |                                                |  |  |                          |                          |                          |                          |                                   |                          |  |  |                            |                            |                            |                            |                            |                            |  |  |                                        |                                        |                                        |                                        |                                        |                                        |  |  |                               |                               |                               |                               |                               |                               |  |  |  |  |  |  |  |  |  |  |  |  |  |  |  |  |  |  |  |  |  |  |  |  |  |  |  |  |  |  |
| Geschäftsführer Technik (bis 31. Oktober 2013) | Geschäftsführer Technik (bis 31. Oktober 2013) | Geschäftsführer Technik (bis 31. Oktober 2013) | Geschäftsführer Technik (bis 31. Oktober 2013) | Geschäftsführer Technik (bis 31. Oktober 2013) | Geschäftsführer Technik (bis 31. Oktober 2013) |  |  | Geschäftsführer Finanzen | Geschäftsführer Finanzen | Geschäftsführer Finanzen | Geschäftsführer Finanzen | Geschäftsführer Finanzen          | Geschäftsführer Finanzen |  |  | Geschäftsleiter Operations | Geschäftsleiter Operations | Geschäftsleiter Operations | Geschäftsleiter Operations | Geschäftsleiter Operations | Geschäftsleiter Operations |  |  | Geschäftsleiter Marketing und Vertrieb | Geschäftsleiter Marketing und Vertrieb | Geschäftsleiter Marketing und Vertrieb | Geschäftsleiter Marketing und Vertrieb | Geschäftsleiter Marketing und Vertrieb | Geschäftsleiter Marketing und Vertrieb |  |  | Geschäftsleiter Personal      | Geschäftsleiter Personal      | Geschäftsleiter Personal      | Geschäftsleiter Personal      | Geschäftsleiter Personal      | Geschäftsleiter Personal      |  |  |  |  |  |  |  |  |  |  |  |  |  |  |  |  |  |  |  |  |  |  |  |  |  |  |  |  |  |  |

### Aufsichtsrat
Der brandenburgische Staatssekretär und Flughafenkoordinator Rainer Bretschneider ist seit 17. März 2017 Vorsitzender des Aufsichtsrats der Flughafen Berlin Brandenburg GmbH. Zuvor hatte der Regierende Bürgermeister Michael Müller als Vorsitzender des Aufsichtsrats das Gremium verlassen.
Mitglieder des Aufsichtsrats der FBB sind:
- für das Land Berlin:
  - Vera Junker, Staatssekretärin in der Senatsverwaltung für Finanzen, in Nachfolge der zum Bundesjustizministerium gewechselten Margaretha Sudhof
  - Gerry Woop, Europa-Staatssekretär in der Senatsverwaltung für Kultur und Europa
  - Norbert Preuß, Managing Director der CBRE PREUSS VALTEQ GmbH
  - Jörg Simon ab März 2021[16], Vorsitzender des Aufsichtsrates (bis Mitte 2021 Vorstandsvorsitzender der Berliner Wasserbetriebe BWB);[17] Nachfolger von Boris Schucht (2017 bis Ende 2020)
- für das Land Brandenburg:
  - Volker-Gerd Westphal, Staatssekretär im Ministerium der Finanzen und für Europa Brandenburg, Vorsitzender des Finanzausschusses
  - Frank Stolper[18], Staatssekretär im Ministerium des Innern und für Kommunales Brandenburg
  - Friederike Haase[19], Staatssekretärin im Ministerium für Wirtschaft, Arbeit, Energie und Klimaschutz Brandenburg, Mitglied des Präsidialausschusses
  - Katja Rex[20]; in Nachfolge für Kerstin Jöntgen, Vorstand (ab 1. Juli 2017) Investitionsbank des Landes Brandenburg
- für den Bund:
  - Gerhard Schulz (seit Mai 2018),[21] Rainer Bomba (bis März 2018),[21] Staatssekretäre, Bundesministerium für Verkehr und digitale Infrastruktur
  - Werner Gatzer, Staatssekretär, Bundesministerium der Finanzen
- als Arbeitnehmervertreter:
  - Claudia Heinrich, Betriebsratsvorsitzende, Flughafen Berlin Brandenburg GmbH
  - Peter Lindner, Betriebsratsvorsitzender, Berliner Flughafen-Gesellschaft mbH
  - Gerhard Voß, Betriebsrat, Berliner Flughafen-Gesellschaft mbH
  - Olaf Christoph, Angestellter, Flughafen Berlin Brandenburg GmbH
  - Sven Munsonius, Angestellter, Berliner Flughafen-Gesellschaft mbH
  - Verena Schumann, Angestellte, Berliner Flughafen-Gesellschaft mbH
  - Ralph Struck, Leitender Angestellter, Flughafen Berlin Brandenburg GmbH
  - Holger Rößler, Gewerkschaftssekretär, ver.di – Vereinte Dienstleistungsgewerkschaft Bezirk Berlin, Stellvertretender Vorsitzender des Aufsichtsrates
  - Jens Gröger, Gewerkschaftssekretär, ver.di – Vereinte Dienstleistungsgewerkschaft Bezirk Berlin
  - Enrico Rümker, Gewerkschaftssekretär, ver.di – Vereinte Dienstleistungsgewerkschaft Bezirk Berlin

Die Mitglieder des Aufsichtsrats erhalten je Sitzung eine Aufwandsentschädigung von 128 Euro, der Vorsitzende und sein Stellvertreter 256 Euro.

## Geschichte

### Flughafen Berlin Brandenburg GmbH (FBB)
Im Zuge der Deutschen Wiedervereinigung wurde im Jahr 1991 der Betrieb des Flughafens Schönefeld aus der Interflug ausgegliedert und auf die neu gegründete Flughafen Berlin-Schönefeld GmbH (FBS) übertragen. Mit der Gründung der Berlin Brandenburg Flughafen Holding GmbH (BBF) im Dezember 1991 wurden die FBS als auch die Berliner Flughafen-Gesellschaft mbH (BFG) unter einem Dach zusammengefasst. Die später für den Bau des BBI gebildete Projektplanungsgesellschaft Schönefeld GmbH (PPS) als auch die Flughafen Projektgesellschaft Schönefeld GmbH (FPS) wurden ebenfalls der BBF unterstellt.
Die Gründung der Holding war seinerzeit in Kreisen der BFG mit Sorge betrachtet worden, weil die prosperierende BFG mit dem Flughafen Tegel nur ungern mit dem Verlustbringer Schönefeld in einen Topf geworfen werden wollte. Die Gründung der Holding war indessen ein politisch motivierter Beschluss und wurde durchgesetzt.
Nach dem Scheitern einer Privatisierung der BBF im Mai 2003 beschloss der damalige BBF-Aufsichtsrat eine Verschlankung der Flughafenverwaltung. Die Holding wurde Ende September 2003 ebenso aufgelöst wie die PPS und FPS, deren Befugnisse der FBS übertragen wurden, die nun die Verantwortung nicht nur für das Projekt BBI erhielt, sondern auch federführend für alle Berliner Flughäfen. Die BFG erhielt den Status einer hundertprozentigen Tochter der FBS mit der Maßgabe ihrer Auflösung nach Schließung des Flughafens Tegel. Zum Jahreswechsel 2011/2012 wurde die FBS in Flughafen Berlin Brandenburg GmbH (FBB) umfirmiert.
Aufgrund der Bauverzögerungen am neuen Hauptstadtflughafen wies die Gesellschaft im Jahr 2012 – trotz eines positiven operativen Ergebnisses – einen Verlust von 185 Millionen Euro aus.

### Berliner Flughafen-Gesellschaft mbH (BFG)
Die BFG wurde am 19. Mai 1924 nach der Inbetriebnahme des Flughafens Tempelhof gegründet. Aufgabe der Gesellschaft war der „Ausbau und Betrieb des Flughafens auf dem Tempelhofer Feld und anderer Luftverkehrseinrichtungen in Berlin“. Sie wurde zunächst mit 500.000 Mark städtischem Kapital ausgestattet. Am 27. September 1924 beteiligte sich das Deutsche Reich an der Gesellschaft, wodurch das Kapital auf 1,2 Mio. Mark erhöht wurde. Am 27. April 1925 erfolgte eine weitere Kapitalerhöhung auf zwei Millionen Mark und nachdem sich 1925 auch der Freistaat Preußen an der Gesellschaft beteiligte, vermehrte sich das Kapital auf insgesamt vier Millionen Mark. Die Stadt Berlin hielt davon 52 Prozent, das Reich und Preußen jeweils 24 Prozent.
Erster Aufsichtsratsvorsitzender der BFG war Leonhard Adler. Erster Geschäftsführer wurde Oberbaurat Otto F. Sauernheimer. Ein Jahr nach der Gründung der Gesellschaft, im Jahr 1925, wurde Major Rudolf Böttger zum zweiten Geschäftsführer berufen. Oberbaurat Sauernheimer schied im Jahr 1933 aus der Geschäftsführung aus und Rudolf Böttger führte die Geschäfte bis zum Ende des Zweiten Weltkrieges allein weiter.
Die BFG betrieb bis zum 8. November 2020 noch den Flughafen Tegel. Bei den Geschäftszahlen im Mai 2017 lag Tegel bei etwa 1,9 Millionen Passagieren, Schönefeld bei 1,1 Millionen, bei der Fracht schlug Tegel etwa 4.000 Tonnen um, im gleichen Zeitraum gingen 430 Tonnen Fracht über den Flughafen Schönefeld.
Letzter Aufsichtsratsvorsitzender bei Schließung des Flughafens Tegel Ende 2020 war Gerry Woop. Die BFG wurde im August 2021 durch Übertragung ihres Vermögens unter Auflösung ohne Abwicklung als Ganzes auf die FBB verschmolzen.

## Finanzen
Der addierte operative Verlust zwischen 2005 und 2018 belief sich auf 1,6 Milliarden Euro. Im Jahr 2018 ergab sich ein operativer Gewinn von 118 Millionen Euro und 2019 von 102 Millionen Euro.
Der Flughafen BER kostet die öffentliche Hand vom Baubeginn 2006 bis zur Fertigstellung 2020 etwa 6,6 Milliarden Euro. Im Jahr 2020 kamen Coronahilfen von 1 Milliarde Euro dazu, weitere 0,3 Milliarden Euro als Darlehen, für 2021 wurden 660 Millionen Euro zugesagt.
Anfang 2021 wurde bekannt, dass die Flughafengesellschaft bis zum Jahr 2034 rote Zahlen erwartet und fordert von Berlin, Brandenburg und vom Bundesfinanzministerium 3,6 Milliarden Euro.